# Sabeus (religió)
Els sabeus o sabians (àrab: الصابئة, aṣ-ṣābiʾa; hebreu: צבאים‎) són els adeptes al sabeisme o religió sabea o sabiana. Tot i que no relacionats amb els sabeus del Iemen, en prenen el nom; la seva religió és anterior a la conquesta musulmana i modernes investigacions n'intenten establir les relacions amb l'islam primitiu i les sectes judeocristianes aramees i siríaques.
A Précis de la Géographie Universelle (París, 1847), Malte-Brun diu que el sabeisme té un rang més elevat que el politeisme i consisteix en l'adoració dels cossos celestes, del Sol, la Lluna i els estels, junts o separadament; i afegeix que el sistema, molt antic i estès pel món a l'antiguitat (fins i tot testimoniat al Perú) es va barrejar amb altres religions, però només es va conservar sense barreja entre algunes comunitats aïllades.
Segons la tradició de l'Orient mitjà oriental són una religió monoteista abrahàmica que segueix el quart llibre de la tradició d'Abraham, el Zabur (considerat pels erudits com la Bíblia dels psalms) que fou donada al rei David segons l'Alcorà. El llibre Fihrist escrit per an-Nadim (escriptor àrab de finals del segle X) esmenta els mughtàssila (‘auto-ablucionistes’), una «secta» de «sabians» al sud de Mesopotàmia que tenia a al-Hassàïh com a fundador; els erudits pensen que aquest seria l'enigmàtic Sobiai al qual Elchasai va predicar a Pàrtia; hauria estat proper a l'original pro-jueu Hanputa d'Elchasai de la que va sorgir el profeta Mani, i que són identificats a vegades com els sampseans pro-Torà i altres vegades com els mandeans anti-Torà. Es diu que creuen en el profeta Noè.